# 冠攣縮性狭心症

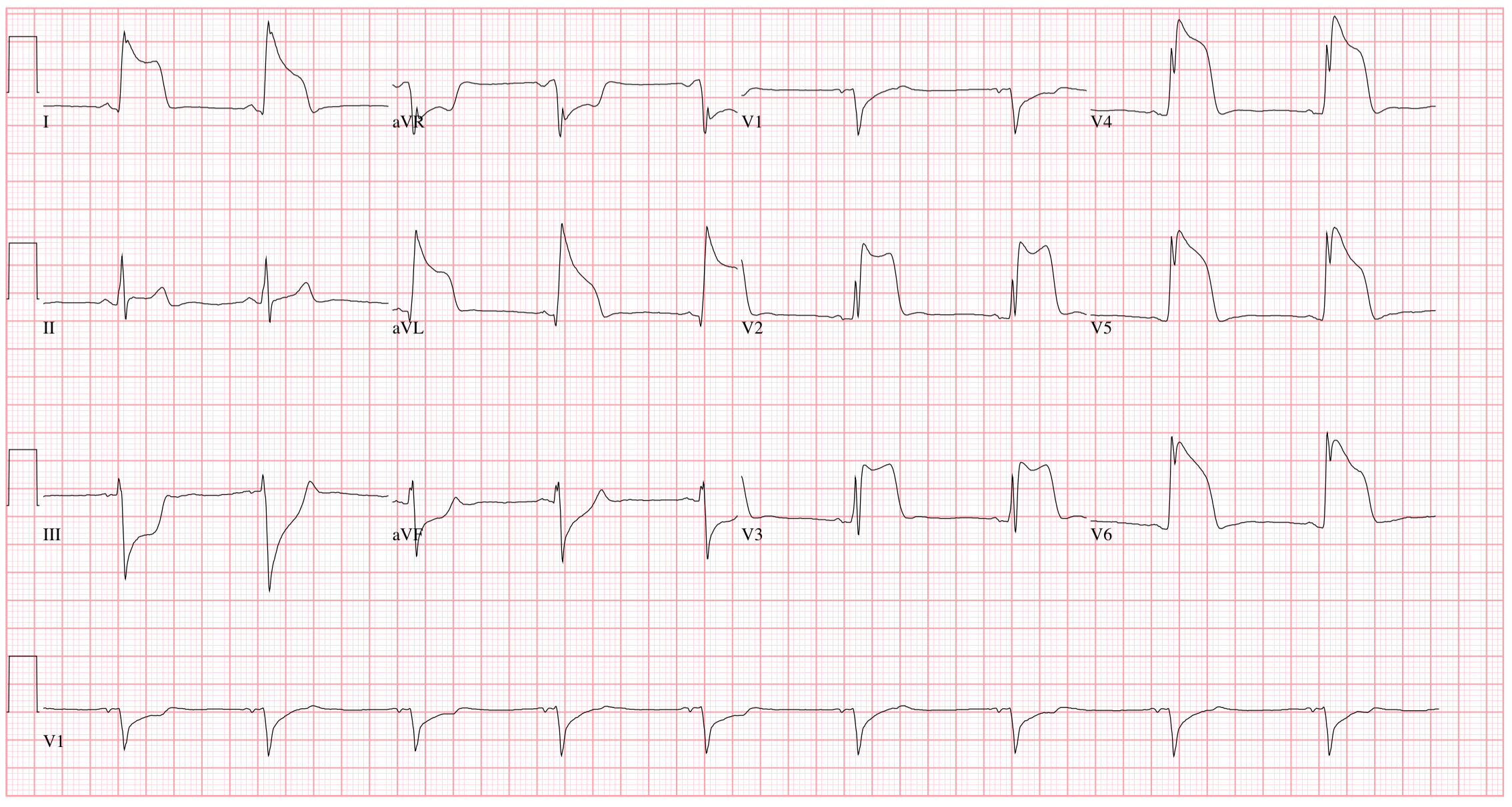
Prinzmetal狭心症

冠攣縮性狭心症（かんれんしゅくせいきょうしんしょう、英: vasospastic angina、VSA）は 、冠動脈の狭窄を伴わず、冠動脈の攣縮のために引き起こされる狭心症である。プリンツメタル（英: Prinzmetal [ˈprɪntsmɛtəl]）狭心症（プリンツメタルきょうしんしょう）、異型狭心症（いけいきょうしんしょう、英: variant form of angina)、angina inversaとも呼ばれる。

## 概要
労作性狭心症とは異なり、安静時に狭心発作が出現する。また運動負荷で狭心発作を誘発できない。Myron Prinzmetalと和田敬により"angina inversa"という古典的狭心症のすべての面で「反対」である新疾患概念として提示された。後にSamuel Levineにより、労作性狭心症にも冠攣縮性狭心症にもニトログリセリンが効果を示すことから"variant angina"と命名された。

冠攣縮(冠動脈の収縮)は、副交感神経優位の夜間から早朝の就寝中、安静時に出現する。(冠動脈を、交感神経が拡張させ、副交感神経が収縮させるため)
東アジア人にみられるALDH2遺伝子変異型は高アルデヒド血症・アルコールフラッシング症候群を引き起こし、この変異は冠攣縮性狭心症に関連している可能性があることが報告されている。

## 検査
- 心電図

発作時には狭心症としてのST変化がみられる。労作性狭心症との鑑別はできない。
- 冠動脈造影(心臓カテーテル検査)

攣縮の無い状態では正常な冠動脈がX線透視下で造影される。アセチルコリンやエルゴメトリン(エルゴノビン)を投与することで冠動脈の攣縮を誘発し、その後に亜硝酸薬を投与することで収縮した血管が拡張・回復することを造影することで確定診断にいたる。

## 治療
典型的な冠攣縮性狭心症は、亜硝酸薬やカルシウム拮抗薬に良く反応する。
高コレステロール血症治療薬であるHMG-CoA還元酵素阻害薬(スタチン系薬剤)は、一酸化窒素を介して冠攣縮性狭心症患者での心血管イベントを減少させる。
冠攣縮性狭心症では酸化ストレスが亢進し、ビタミンEの濃度が低下していることが報告されている。またビタミンEの投与により狭心発作回数が減少したとの報告もある。

血管内皮の傷害があるとアセチルコリンによる血管拡張作用がみられない。ビタミンCには血管内皮の改善作用があり、冠攣縮を軽減することが知られている。
症例として気管支喘息を合併した難治性の冠攣縮性狭心症で、ステロイドが冠攣縮性狭心症にも有効であったとの報告がある。好酸球増多と冠動脈攣縮の関連が示唆されている。
プロプラノロールのようなβブロッカーは、労作性狭心症や心不全で有用であるが、冠攣縮性狭心症では禁忌である。